# Diète de convocation (1764)

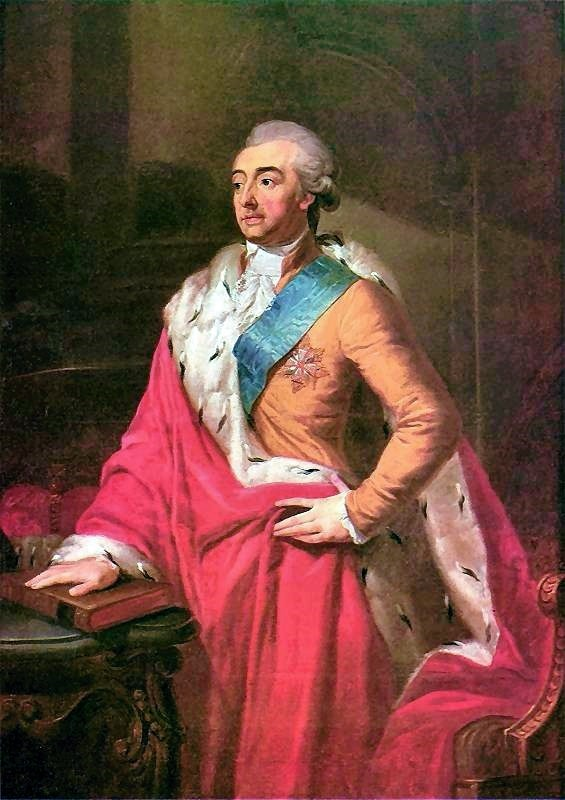
Adam Kazimierz Czartoryski.

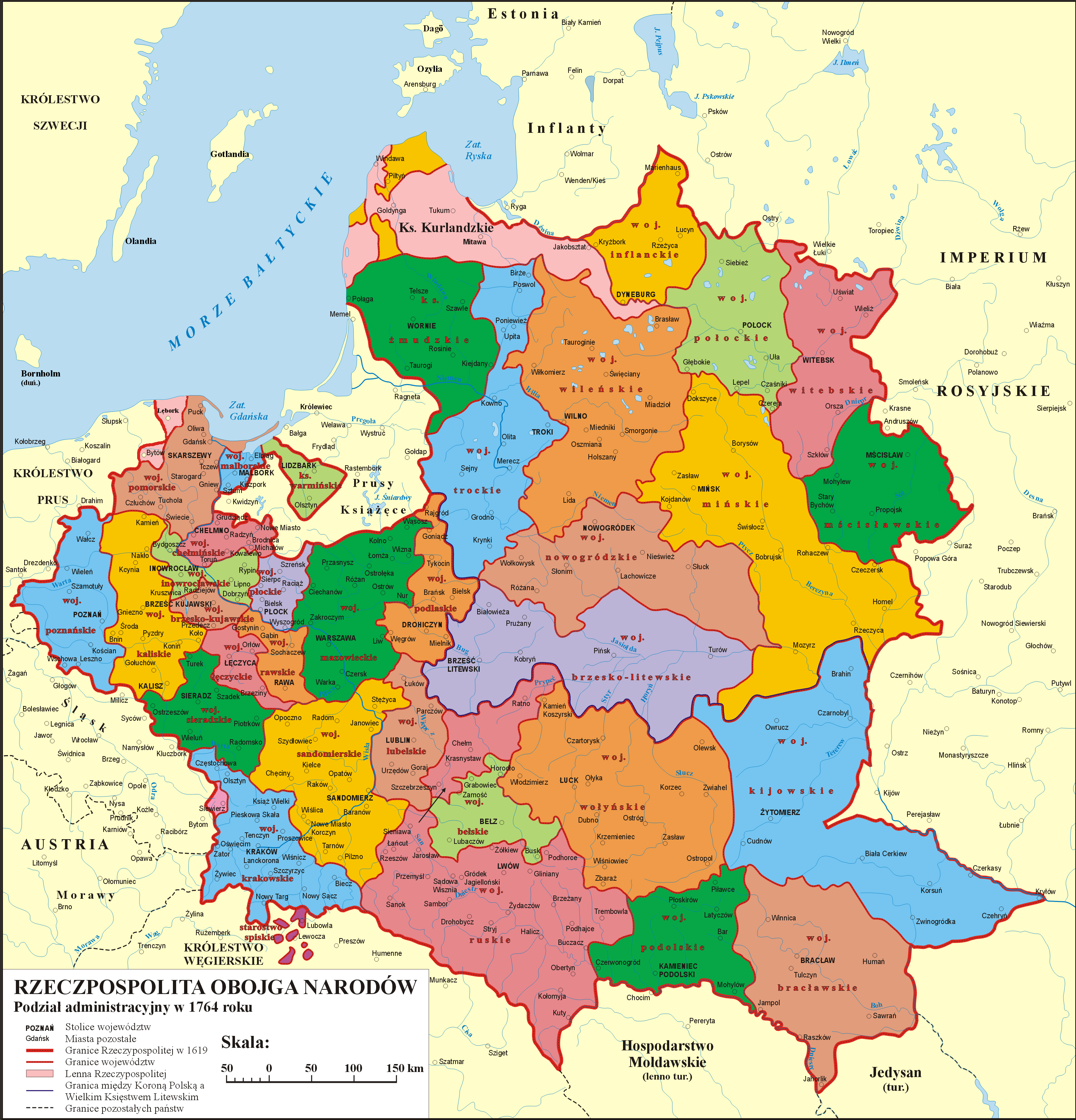
La république des Deux Nations en 1764.

La Diète de convocation de 1764 est une session de la Diète de Pologne-Lituanie qui s'est tenue du 7 mai au 23 juin 1764. La Diète a été convoquée le 8 novembre 1763 à Varsovie, à la suite de la mort du roi Auguste III, pour préparer l'élection de Stanislas Auguste Poniatowski. Il s'est agit d'un Sejm confédéré, notable pour avoir suspendu le liberum veto.

## Contexte
Des « pré-diètes » se tiennent dans les différentes provinces le 6 février 1764, et une diète générale a lieu à Grudziądz le 16 mars 1764. Adam Kazimierz Czartoryski, général des terres de Podolie, est élu maréchal du Sejm (c'est-à-dire plus ou moins président de la Diète). 
La Diète a procédé à un certain nombre de réformes du système politique de la république des Deux Nations. Une confédération de partisans de la Familia conduit, par le biais d'un coup d'État, à l'éviction de la session d'une partie considérable des députés liés au camp saxon-républicain et à la confédération de la Diète.
Afin de mener à bien les débats, le palais royal de Varsovie et le quartier des faubourgs de Cracovie ont été garnis de troupes russes équipées de canons et de troupes privées de la maison Czartoryski. Le 7 mai 1764, 22 sénateurs et 46 députés déposent un manifeste à Varsovie, protestant contre les violations du droit international et déclarant illégale la Diète de convocation, tenue en présence de troupes étrangères. En raison de l'absence des députés de l'opposition, qui ont quitté la séance pour protester contre la présence des troupes russes, la famille Czartoryski, avec le consentement du député russe Herman Karl von Keyserling, a procédé à un changement du système politique de la République. Seuls 80 députés (ils auraient dû être 300) et 7 sénateurs (au lieu de 136) étaient présents.
Sous la pression du primat interrex Władysław Aleksander Łubieński, la République reconnaît officiellement les titres de l'impératrice Catherine II tsarine de toutes les Russies (non reconnu depuis 1721) et du roi Frédéric II de Prusse (non reconnu depuis 1701). Cela constituait une véritable menace pour l'intégrité territoriale de l'État polonais. Au moment des partages, la Russie a soulevé des revendications territoriales à ce titre sur les terres ruthènes du royaume de Pologne et du grand-duché de Lituanie. La Prusse, quant à elle, pouvait de ce fait revendiquer la Prusse royale, qui avait autrefois fait partie intégrante de la Prusse. Le Sejm approuve aussi finalement la cession de territoires de la République à la Russie prévue par le traité de paix éternelle de 1686.

## Réformes
- Abolition des droits privés ;
- Suppression de la perception des droits de douane à la frontière entre la Couronne et la Lituanie ;
- Abolition des libertés fiscales ;
- Taxation des nobles possédant des maisons dans les villes ;
- Établissement de redevances maximales pour l'entretien des routes, des ponts et des digues ;
- Suppression du liberum veto lors du vote sur les projets soumis par le Comité du Trésor : il a été décidé que ces votes seraient décidés figuria judicaria, c'est-à-dire comme dans les tribunaux, à la majorité. Cela a permis, par exemple, d'augmenter les taxes sur l'armée ;
- Interdiction pour les députés de prêter serment sur des instructions parlementaires ;
- Harmonisation du système des poids et mesures ;
- Abolition du Conseil des Quatre Pays, car il était incapable de collecter les impôts des Juifs ;
- Création de trois offices collégiaux centraux, distincts pour la Couronne et le grand-duché de Lituanie : la Commission fiscale de la Couronne, la Commission fiscale du grand-duché de Lituanie, et la Commission militaire ;
- Limitation du pouvoir des hetmans, faisant d'eux des présidents des commissions militaires avec une voix décisive ;
- Adoption du contrôle des successions royales ;
- Limitation des troupes des magnats à 300 soldats ;
- Établissement de commissions du bon ordre dans toutes les provinces ;
- Limitation du pouvoir du Sénat ;
- Division du tribunal de la Couronne en deux parties distinctes : Grande-Pologne et Petite-Pologne ;
- Mise en ordre de l'élection des députés aux tribunaux des assemblées régionales.